# Рамон Гарбей
Рамон Гарбей (ісп. Ramón Garbey; 31 березня 1971) — кубинський професійний боксер, чемпіон світу серед аматорів і Панамериканських ігор.
Рамон Гарбей — племінник Роландо Гарбея, чемпіона світу з боксу, дворазового призера Олімпійських ігор.

## Аматорська кар'єра
1989 року став чемпіоном світу серед молоді.
1990 року, здобувши дві перемоги і програвши у фіналі співвітчизнику Орестесу Солано, завоював срібну медаль на Кубку світу.
1991 року здобув три перемоги, у тому числі у фіналі над Крісом Джонсоном (Канада), і став чемпіоном Панамериканських ігор.
Того ж року на чемпіонаті світу завоював бронзову медаль.
- В 1/16 фіналу переміг Кріса Берда (США) — 20-6
- В 1/8 фіналу переміг Дениса Галвіна (Ірландія) — RSC 3
- У чвертьфіналі переміг Джастанна Кроуфорда (Австралія) — RSC 3
- У півфіналі програв Олександру Лебзяку (СРСР) — 35-40

Не потрапив до складу збірної Куби на Олімпійські ігри 1992 і піднявся у напівважку вагу.
На чемпіонаті світу 1993 став чемпіоном.
- В 1/16 фіналу переміг Мхітара Ванесяна (Вірменія) — RSC 1
- В 1/8 фіналу переміг Дмитра Виборнова (Росія) — 17-7
- У чвертьфіналі переміг Войцеха Бартніка (Польща) — 18-3
- У півфіналі переміг Роберта Дейл Брауна (Канада) — 9-3
- У фіналі переміг Джеклорда Джекобса (Нігерія) — 10-4

На Кубку світу 1994 програв у другому бою Ростиславу Зауличному (Україна).

## Професіональна кар'єра
1996 року покинув Кубу і 20 вересня 1996 року дебютував на професійному рингу. Здобув перемоги у перших чотирнадцяти боях. 4 липня 1999 року зазнав першої поразки рішенням більшості від ганця Наполеона Таго.
8 жовтня 1999 року зустрівся в бою з чемпіоном світу у трьох категоріях Джеймсом Тоні (США) і програв одностайним рішенням.
25 червня 2000 року зазнав третьої поспіль поразки за очками від Фреса Окендо (Пуерто-Рико).